# Hydrelia quadripunctata
Hydrelia quadripunctata là một loài bướm đêm trong họ Geometridae.